# The Man Who Mistook His Wife for a Hat (opera)

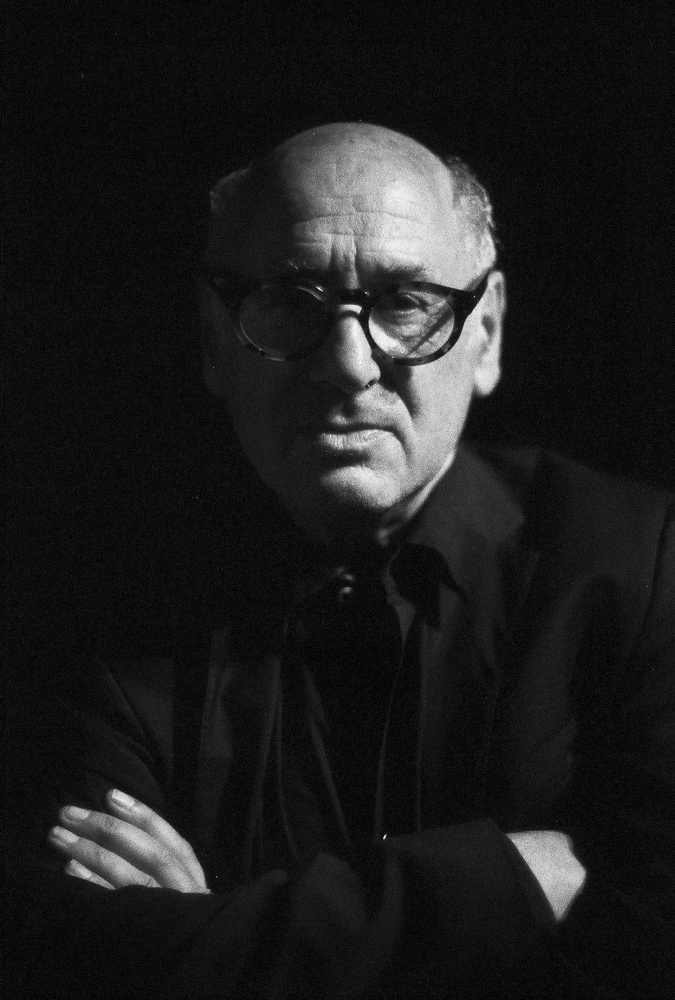
Michael Nyman

The Man Who Mistook His Wife for a Hat (Mannen som förväxlade sin hustru med en hatt) är en kammaropera i en akt med musik av Michael Nyman och libretto av Christopher Rawlence efter en medicinsk fallstudie av neurologen Oliver Sacks.

## Historia
Den amerikanske neurologen Oliver Sacks skrev 1985 essäsamlingen Mannen som förväxlade sin hustru med en hatt och Nyman använde sig av huvudhistorien om en man som led av objektsagnosi, svårighet att känna igen saker. Med endast tre sångare och en ensemble bestående av stråkar, harpa och Nymans pianospel åstadkom Nyman en lätt och luftig musik. Nyman använde sig av Robert Schumanns musik i partituret och inte minst sången Ich grolle nicht från sångcykeln Dichterliebe. Operan hade premiär den 27 oktober 1986 på Institute of Contemporary Arts i London.

## Personer
- Dr. S., neurologen (tenor)
- Dr. P., en sångare och musikprofessor (baryton)
- Mrs. P., hans hustru (sopran)

## Handling
I en talad dialog förklarar dr S att han letar efter en neurologimetod som prioriterar patientens mänsklighet framför någon förnimbar brist. Dr och mrs P kommer in. Dr P är en sångare som emellanåt hemfaller åt synbara, ofrivilliga gester. När dr P tar tag i sin hustrus huvud istället för sin hatt inser dr S problemet.
Dr S besöker dr P i hans hem. De två diskuterar en ömsesidig passion för Schumanns musik. Trots att dr P inte längre kan läsa noter är hans musikaliska hjärna ännu intakt. Senare slår han dr S i schack. Neurologen noterar att dr P's tavlor går från naturalism till abstrakt konst, samma väg som hans sjukdom har gått, men mrs P ser förändringen enbart som konstnärlig. Hon kallar dr S för bracka. När dr P, som hummande har suttit och ätit, hör ordet "bracka", stelnar han till. Dr S ser i detta en nyckel till sjukdomen, och han föreslår att dr P ska fortsätta att tolka världen genom musiken och göra sitt eget "inre soundtrack". I en talad epilog försöker dr S förstå dr P: "När musiken stannade, då stannade även han."